# Jon Georg Dale
Jon Georg Dale, född 16 juni 1984 är en norsk politiker för Fremskrittspartiet. Han är ledamot av Stortinget från Møre og Romsdal sedan 2017. Före dess var han stortingsersättare 2009-2017. Han har varit Norges jordbruks- och matminister 2015-2018 och Norges trafikminister 2018-2020 i Regeringen Solberg.